# Mercedes-Benz M 100

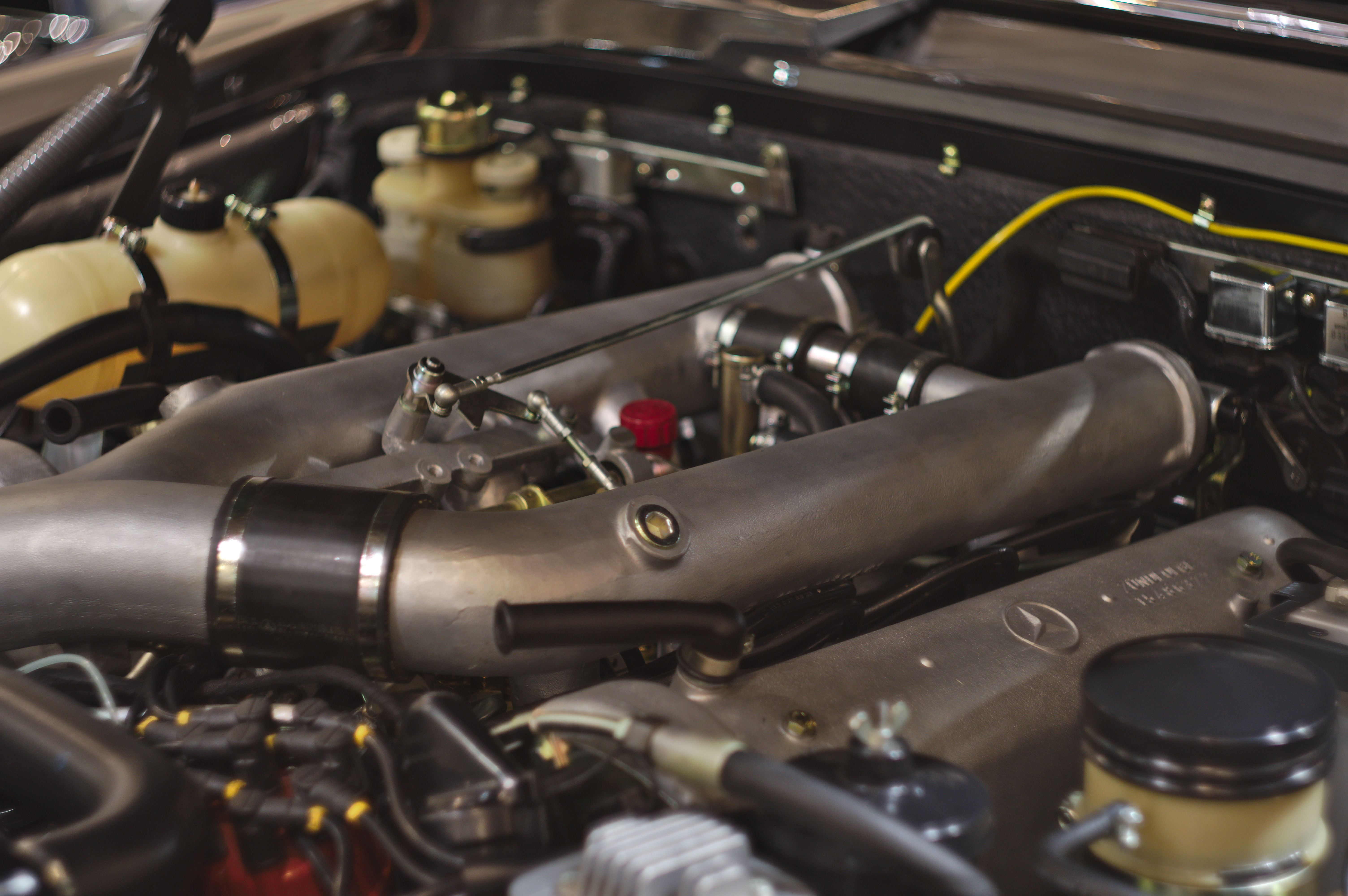
Der M 100 in einem Mercedes-Benz 600

Der Motor der Baureihe M 100 ist ein V8-Zylinder-Ottomotor mit 6,3 l und 6,8 l Hubraum und Benzineinspritzung. Es war der erste Pkw-Motor der Marke Mercedes-Benz mit acht Zylindern nach dem Zweiten Weltkrieg.

## Allgemeines
Verwendung fand er in den 1960er- und 1970er-Jahren im Repräsentationswagen Mercedes-Benz 600 und in den Spitzenmodellen Mercedes-Benz 300 SEL 6.3 der Baureihe W 109 und dem Mercedes-Benz 450 SEL 6.9 der Baureihe W 116. Einige Fahrzeuge des Nachfolgers Mercedes-Benz W 126 wurden – nachträglich von Importeuren und nicht von Daimler-Benz autorisiert – ebenfalls mit diesem Motor ausgestattet. Die Produktion des M 100 wurde 1981 eingestellt.

## Technik

### 1963: erste Version mit 6,3 l Hubraum
Rolls-Royce hatte 1959 im Silver Cloud II einen V8-Motor mit 6.231 cm³ eingeführt. Verglichen wurde auch mit großvolumigen US-V8-Motoren, die mit untenliegender Nockenwelle simpel aufgebaut sind, jedoch durch ein Interferenzrohr zwischen den Auspuffsträngen von linker und rechter Zylinderbank hohes Drehmoment entwickeln, was von Mercedes übernommen wurde. Der M100 bekam einen Hubraum von 6.333 cm³, der in Deutschland nach begonnenen 100 Kubik wie 6.400 cm³ besteuert wurde. Das S-Klasse-Modell mit diesem Motor wurde als 300 SEL 6,3 bezeichnet.
Der Motor arbeitet nach dem Ottoverfahren, hat einen Zylinderwinkel von 90° und ist wassergekühlt. Er hat eine obenliegende Nockenwelle pro Zylinderbank (OHC) und zwei Ventile je Zylinder, die in einer Reihe stehen und etwas zur Einlassseite (im Zylinder-V) geneigt sind, wodurch sich keilförmige Brennräume ergeben. Die Ventile werden über Schlepphebel betätigt. Die Nockenwellen werden durch eine gemeinsame Doppelrollenkette angetrieben. Die Kurbelwelle ist fünffach gelagert und ist in cross-plane-Bauweise ausgeführt, das heißt die Kurbelkröpfungen liegen nicht in einer, sondern in zwei um 90° versetzten Ebenen. Der Motorblock besteht aus Grauguss, und die Zylinderköpfe aus Aluminiumdruckguss. Das Gemisch wird mit einer mechanischen Saugrohreinspritzung mit aufwendiger Achtstempel-Einspritzpumpe gebildet, die von Bosch zugeliefert wurde.

### 1975: zweite Version mit 6,8 l Hubraum
Für Tourenwagen-Europameisterschaft hatte AMG bereits 1971 den 6,3-Liter in der Roten Sau auf 6,8 Liter aufgebohrt und mit Trockensumpfschmierung ausgestattet. Auch Straßenautos wurden mit mehr Hubraum und zudem mehr Leistung ausgestattet, über 220 kW konnten erworben werden. In einem McLaren M8F-Chassis wurden 1972 von AMG auch turbogeladene M100-Motoren für das Rennen der Interserie in Imola verwendet, allerdings ohne Erfolg.
In den USA war Abgasreinigung mit bleifreiem Kraftstoff vorgeschrieben worden, die Leistungsverluste wurden meist mit Hubraumvergrößerung zum Teil kompensiert. Für den 450 SEL 6.9 der Baureihe W 116 wurde der Motor auf 6,8 l Hubraum vergrößert, und bekam hydraulische Spielausgleichselemente als Auflager für die Schlepphebel. Gleichzeitig stellte Mercedes die Gemischaufbereitung von der komplizierten Saugrohreinspritzung mit Achtstempel-Einspritzpumpe auf die einfachere luftmengengesteuerte Saugrohreinspritzung K-Jetronic, ebenfalls von Bosch, um. Ferner erhielt der Motor eine Trockensumpfschmierung, damit er tiefer eingebaut unter die niedrigere Motorhaube der im Vergleich zum Vorgänger deutlich keilförmigeren Karosserie passte. Der hierfür erforderliche separate Ölbehälter wurde so dimensioniert, dass die Ölwechsel zwischen den alle 15.000 km fälligen Inspektionen entfallen konnten.
Der auf 6.834 cm³ vergrößerte M100E69-Motor übertraf erneut den inzwischen ebenfalls auf 6.750 cm³ vergrößerten Rolls-Royce V8-Motor, dessen Größe mit 6,8 l angegeben wurde. Mercedes-Benz gab, wie bei fast allen Modellen, mit 6,9 einen aufgerundeten Wert an, da Motoren in Deutschland für begonnene 100 cm³ besteuert wurden.

### Bosch Achtstempel-Einspritzpumpe
Die mechanischen Vielstempel-Einspritzpumpen mit je einem eigenen Stempel pro Zylinder lösten in den 60er Jahren die einfacher aufgebauten Einspritzsysteme mit Zweistempelpumpen und Mengenteilern ab, die nur schwer sauber einzustellen waren und oft mit hohem Verbrauch auffielen. Im Gegensatz zu den einfacheren Diesel-Einspritzpumpen hatten diese neuen Einspritzsysteme einen stählernen Steuernocken („Raumnocken“), der in zwei voneinander unabhängigen Bewegungen verstellbar war. Zum einen wurde er entsprechend der Drehzahl längs verschoben und zum anderen entsprechend der Last (Gaspedalstellung) verdreht. Auf diese Weise bildete der komplexe, kopiergefräste Raumnocken („Kartoffel“) das Verbrauchskennfeld des Motors ab. Hinzu kamen Korrekturelemente für Warmlauf und Höhe. Eine feststehende Tastrolle übertrug die so bestimmte Kraftstoffmenge anhand des gerade anliegenden Radius’.
Die feinmechanischen Anforderungen dieser Bosch-Systeme erforderten in den 1960er Jahren die bis dato komplexesten Wartungs- und Reparaturarbeiten an Automobilen, und die Achtstempel-Einspritzpumpe ist eines der teuersten Ersatzteile der Automobilgeschichte überhaupt. In den 1980er Jahren kostete sie als neues Bosch-Ersatzteil in Kleinstserie bis zu 40.000 DM. Diese Systeme waren dann beim Übergang in die 1970er Jahre wegen ihrer Fertigungskosten, Eigenheiten und Mängel der Anlass für die Entwicklung einfacherer Einspritzsysteme.

### Daten
| Fahrzeug                                       | Fahrzeug                                                                                 | Fahrzeug                                                         | Fahrzeug                                                         |
| ---------------------------------------------- | ---------------------------------------------------------------------------------------- | ---------------------------------------------------------------- | ---------------------------------------------------------------- |
| Verkaufsbezeichnung                            | 600 (600) 600 Pullmann (P) 600 Pullmann Landaulet (L)                                    | 300 SEL 6.3                                                      | 450 SEL 6.9                                                      |
| Baureihe                                       | W 100                                                                                    | W 109                                                            | W 116                                                            |
| Typ                                            | W 100                                                                                    | W 109 E 63                                                       | V 116 E 69                                                       |
| Baumuster                                      | 600: 100.012 P 4 Türen: 100.014 P 6 Türen: 100.016 L 4 Türen: 100.015 L 6 Türen: 100.015 | 109.018                                                          | 116.036                                                          |
| Bauzeit (Hauptserie)                           | 09.1964 – 06.1981 11.1964 – 05.1981 05.1967 – 01.1981                                    | 12.1967 – 09.1972                                                | 09.1975 – 05.1980                                                |
| Motor                                          |                                                                                          |                                                                  |                                                                  |
| Baureihe                                       | M 100                                                                                    | M 100                                                            | M 100                                                            |
| Typ                                            | M 100                                                                                    | M 100 E 63                                                       | M 100 E 69                                                       |
| Baumuster                                      | 100.980                                                                                  | 100.981                                                          | 100.985                                                          |
| Prinzip                                        |                                                                                          |                                                                  |                                                                  |
| Verbrennungsprinzip                            | Verbrennungsmotor (Brennräume im Motor)                                                  | Verbrennungsmotor (Brennräume im Motor)                          | Verbrennungsmotor (Brennräume im Motor)                          |
| Arbeitsprinzip                                 | Viertakt-Hubkolbenmotor                                                                  | Viertakt-Hubkolbenmotor                                          | Viertakt-Hubkolbenmotor                                          |
| Funktionsprinzip                               | Otto                                                                                     | Otto                                                             | Otto                                                             |
| Kraftstoff · Klopffestigkeit                   | Ottokraftstoff · 98 ROZ/88MOZ                                                            | Ottokraftstoff · 98 ROZ/88MOZ                                    | Ottokraftstoff · 98 ROZ/88MOZ                                    |
| Bezeichnung · Bleigehalt                       | Super(benzin) verbleit · bleifrei mit Einschränkungen                                    | Super(benzin) verbleit · bleifrei mit Einschränkungen            | Super(benzin) verbleit · bleifrei mit Einschränkungen            |
| Anordnung · Gewicht                            |                                                                                          |                                                                  |                                                                  |
| Einbaulage                                     | konventionell: längsstehender Frontmotor mit Hinterradantrieb                            | konventionell: längsstehender Frontmotor mit Hinterradantrieb    | konventionell: längsstehender Frontmotor mit Hinterradantrieb    |
| Gewicht                                        | > 384 kg                                                                                 | > 384 kg                                                         | > 384 kg                                                         |
| Motorblock (Kurbelgehäuse)                     |                                                                                          |                                                                  |                                                                  |
| Zylinder · Anordnung                           | 8 · V-Form                                                                               | 8 · V-Form                                                       | 8 · V-Form                                                       |
| Zylinderbänke · Bankwinkel                     | 2 · 90°                                                                                  | 2 · 90°                                                          | 2 · 90°                                                          |
| Deck-Konstruktion                              | Geschlossene Deckplatte (closed-deck)                                                    | Geschlossene Deckplatte (closed-deck)                            | Geschlossene Deckplatte (closed-deck)                            |
| Material                                       | Grauguss                                                                                 | Grauguss                                                         | Grauguss                                                         |
| Kurbelwelle · Hubzapfen                        | gesenkgeschmiedet · 4                                                                    | gesenkgeschmiedet · 4                                            | gesenkgeschmiedet · 4                                            |
| Kurbelwellenlager                              | 5                                                                                        | 5                                                                | 5                                                                |
| Kröpfung                                       | 90° · cross-plane-Bauweise                                                               | 90° · cross-plane-Bauweise                                       | 90° · cross-plane-Bauweise                                       |
| Pleuel pro Hubzapfen                           | gegenüberliegende Zylinder paarweise angeordnet                                          | gegenüberliegende Zylinder paarweise angeordnet                  | gegenüberliegende Zylinder paarweise angeordnet                  |
| Abmessungen                                    |                                                                                          |                                                                  |                                                                  |
| Stichmaß                                       | 120 mm                                                                                   | 120 mm                                                           | 120 mm                                                           |
| Zylinderbohrung                                | 103 mm                                                                                   | 103 mm                                                           | 107 mm                                                           |
| Kolbenhub                                      | 95 mm                                                                                    | 95 mm                                                            | 95 mm                                                            |
| Hubverhältnis                                  | 0,9223 · Kurzhuber                                                                       | 0,9223 · Kurzhuber                                               | 0,8879 · Kurzhuber                                               |
| Hubraum                                        | 6332 cm³ (abgerundet)                                                                    | 6332 cm³ (abgerundet)                                            | 6834 cm³                                                         |
| Drehzahlgrenze                                 | 5200/min                                                                                 | 5200/min                                                         | 5200/min                                                         |
| mittlere Kolbengeschw.                         | 16,5 m/s                                                                                 | 16,5 m/s                                                         | 16,5 m/s                                                         |
| Verdichtungsverhältnis                         | 9,00 : 1                                                                                 | 9,00 : 1                                                         | 8,80 : 1 USA: 8,00 : 1                                           |
| Leistung                                       |                                                                                          |                                                                  |                                                                  |
| maximale Leistung                              | 184 kW (250 PS)                                                                          | 184 kW (250 PS)                                                  | 210 kW (286 PS) USA: 186 kW (253 PS · 250 hp)                    |
| spezifische Leistung (Literleistung)           | 29,1 kW/l (39,5 PS/l)                                                                    | 29,1 kW/l (39,5 PS/l)                                            | 30,7 kW/l (41,8 PS/l) USA: 27,2 kW/l (37,0 PS/l · 36,6 hp/l)     |
| bei Drehzahl                                   | 4000/min                                                                                 | 4000/min                                                         | 4250/min                                                         |
| mittlere Kolbengeschw.                         | 12,7 m/s                                                                                 | 12,7 m/s                                                         | 13,5 m/s                                                         |
| maximales Drehmoment                           | 500 Nm (51,0 kpm)                                                                        | 500 Nm (51,0 kpm)                                                | 549 Nm (56,0 kpm) USA: 488 Nm (360 lbft)                         |
| spezifisches Drehmoment                        | 79,0 Nm/l (8,05 kpm/l)                                                                   | 79,0 Nm/l (8,05 kpm/l)                                           | 80,3 Nm/l (8,19 kpm/l) USA: 71,4 Nm/l (52,7 lbft/l)              |
| bei Drehzahl                                   | 2800/min                                                                                 | 2800/min                                                         | 3000/min                                                         |
| Zylinderkopf                                   |                                                                                          |                                                                  |                                                                  |
| Anzahl                                         | 1 pro Zylinderbank                                                                       | 1 pro Zylinderbank                                               | 1 pro Zylinderbank                                               |
| Material                                       | Aluminiumdruckguss                                                                       | Aluminiumdruckguss                                               | Aluminiumdruckguss                                               |
| Zylinderkopfdichtung                           | Zylinderkopfschrauben turnusmäßig prüfen und ggf. nachziehen                             | Zylinderkopfschrauben turnusmäßig prüfen und ggf. nachziehen     | Ferrolastic wartungsfrei                                         |
| Prinzip                                        | Querstrom                                                                                | Querstrom                                                        | Querstrom                                                        |
| Ausrichtung                                    | Einlass: zwischen Zylinderbänken · Auslass: außenliegend                                 | Einlass: zwischen Zylinderbänken · Auslass: außenliegend         | Einlass: zwischen Zylinderbänken · Auslass: außenliegend         |
| Ventile pro Zylinder                           | 1 Einlass · 1 Auslass                                                                    | 1 Einlass · 1 Auslass                                            | 1 Einlass · 1 Auslass                                            |
| Ventilanordnung                                | obenliegend · parallel hängend · leicht zur Einlassseite geneigt                         | obenliegend · parallel hängend · leicht zur Einlassseite geneigt | obenliegend · parallel hängend · leicht zur Einlassseite geneigt |
| Brennraumgeometrie                             | keilförmig                                                                               | keilförmig                                                       | keilförmig                                                       |
| Ventilsitz · -kühlung                          | gehärtet · natriumgekühlte Auslassventile                                                | gehärtet · natriumgekühlte Auslassventile                        | gehärtet · natriumgekühlte Auslassventile                        |
| Ventilspielausgleich                           | —                                                                                        | —                                                                | hydraulisch                                                      |
| Ventilsteuerung                                | 1 obenliegende Nockenwelle (SOHC) pro Zylinderbank                                       | 1 obenliegende Nockenwelle (SOHC) pro Zylinderbank               | 1 obenliegende Nockenwelle (SOHC) pro Zylinderbank               |
| Ventilbetätigung                               | über Schlepphebel                                                                        | über Schlepphebel                                                | über Schlepphebel                                                |
| Nockenwellensteuerung                          | 1 gemeinsame Duplex-Rollenkette für beide Zylinderbänke                                  | 1 gemeinsame Duplex-Rollenkette für beide Zylinderbänke          | 1 gemeinsame Duplex-Rollenkette für beide Zylinderbänke          |
| Gemischbildung                                 |                                                                                          |                                                                  |                                                                  |
| Ansaugprinzip                                  | frei saugend (Saugmotor)                                                                 | frei saugend (Saugmotor)                                         | frei saugend (Saugmotor)                                         |
| Gemischbildungssystem                          | mechanische Bosch Achtstempel-Einspritzpumpe                                             | mechanische Bosch Achtstempel-Einspritzpumpe                     | mechanische Bosch K-Jetronic                                     |
| Gemischbildungsprinzip                         | äußere Gemischbildung (Saugrohreinspritzung)                                             | äußere Gemischbildung (Saugrohreinspritzung)                     | äußere Gemischbildung (Saugrohreinspritzung)                     |
| Kraftstoffzufuhr: Zuteilung                    | für jeden Zylinder gesondert                                                             | für jeden Zylinder gesondert                                     | für jeden Zylinder gesondert                                     |
| Kraftstoffzufuhr: Abfolge                      | intermittierend (stoßweise)                                                              | intermittierend (stoßweise)                                      | kontinuierlich                                                   |
| Regelungstechnik                               | mechanisch                                                                               | mechanisch                                                       | mechanisch                                                       |
| Regelungsgröße                                 | Drehzahl und Gaspedalstellung                                                            | Drehzahl und Gaspedalstellung                                    | Angesaugte Luftmenge                                             |
| Regelungsvorrichtung                           | Tastrolle mit Steuernocken („Kartoffel“)                                                 | Tastrolle mit Steuernocken („Kartoffel“)                         | Stauscheibe als Luftmengenmesser                                 |
| Zündung                                        |                                                                                          |                                                                  |                                                                  |
| Prinzip                                        | Batterie                                                                                 | Batterie                                                         | Transistor                                                       |
| Zündkerzen pro Zylinder                        | 1                                                                                        | 1                                                                | 1                                                                |
| Zugang Zündkerzen                              | außenliegend (abgasseitig)                                                               | außenliegend (abgasseitig)                                       | außenliegend (abgasseitig)                                       |
| Zündfolge                                      | 1–5–4–8–6–3–7–2                                                                          | 1–5–4–8–6–3–7–2                                                  | 1–5–4–8–6–3–7–2                                                  |
| dyn. Zündzeitpunktverst.                       | durch Ansaugsystem-Unterdruck                                                            | durch Ansaugsystem-Unterdruck                                    | durch Ansaugsystem-Unterdruck                                    |
| Kühlung · Schmierung                           |                                                                                          |                                                                  |                                                                  |
| Motorkühlung                                   | Wasser mit Pumpe und Thermostat                                                          | Wasser mit Pumpe und Thermostat                                  | Wasser mit Pumpe und Thermostat                                  |
| Kühlwasserinhalt                               | 23 l                                                                                     | 18 l                                                             | 16 l                                                             |
| Motorschmierung                                | Druckumlauf                                                                              | Druckumlauf                                                      | Trockensumpf                                                     |
| Ölinhalt                                       | 6 l                                                                                      | 7 l                                                              | 12 l                                                             |
| Ölwechselintervall                             | 7.500 km                                                                                 | 7.500 km                                                         | 15.000 km                                                        |
| Elektrische Anlage                             |                                                                                          |                                                                  |                                                                  |
| Batterie (Akkumulator)                         | 12 V · Gleichstrom                                                                       | 12 V · Gleichstrom                                               | 12 V · Gleichstrom                                               |
| Kapazität                                      | 88 Ah                                                                                    | 66 Ah                                                            | 88 Ah                                                            |
| Lichtmaschine                                  | 14 V · Drehstrom                                                                         | 14 V · Drehstrom                                                 | 14 V · Drehstrom                                                 |
| maximaler Ladestrom (Leistung)                 | 2 × 35 A (2 × 490 W)                                                                     | 55 A (770 W)                                                     | 75 A (1050 W)                                                    |
| Anlasser (elektrisch) Leistung (Stromaufnahme) | 1,8 PS (1320 W · 110 A)                                                                  | 1,8 PS (1320 W · 110 A)                                          | 1,4 PS (1030 W · 86 A) ab 12.1977: 2,0 PS (1470 W · 123 A)       |
| Kraftübertragung · Übersetzung                 |                                                                                          |                                                                  |                                                                  |
| Getriebeart                                    | automatisch                                                                              | automatisch                                                      | automatisch                                                      |
| Modell · Typ                                   | K4B 050 · ohne Typkennzeichnung                                                          | K4B 050 · ohne Typkennzeichnung                                  | W3B 050 reinf. · 722.0                                           |
| Kupplung                                       | hydraulische Kupplung                                                                    | hydraulische Kupplung                                            | hydraulischer Drehmomentwandler                                  |
| Rückwärtsgang                                  | –4,1455                                                                                  | –4,1455                                                          | –1,8361                                                          |
| 1. Gang                                        | 3,9789                                                                                   | 3,9789                                                           | 2,3061                                                           |
| 2. Gang                                        | 2,4589                                                                                   | 2,4589                                                           | 1,4605                                                           |
| 3. Gang                                        | 1,5789                                                                                   | 1,5789                                                           | 1,0000                                                           |
| 4. Gang                                        | 1,0000                                                                                   | 1,0000                                                           | —                                                                |
| Kraftübertragung                               | geteilte Kardanwelle                                                                     | geteilte Kardanwelle                                             | geteilte Kardanwelle                                             |
| Sperrdifferential                              | 40 %                                                                                     | 40 %                                                             | 40 %                                                             |
| Achsantrieb                                    | 3,2308 · 42 : 13                                                                         | 2,8462 · 37 : 13                                                 | 2,6471 · 45 : 17                                                 |
| Kraftstoffverbrauch auf 100 km                 |                                                                                          |                                                                  |                                                                  |
| nach DIN 70030                                 | 17,8 l                                                                                   | 15,5 l                                                           | 16,0 l                                                           |
| im praktischen Fahrbetrieb                     | keine Angaben                                                                            | 15 bis über 25 l                                                 | 23,2 l (Test 1975)                                               |
| Benzinpumpe                                    | elektrisch                                                                               | elektrisch                                                       | elektrisch                                                       |
| Benzintank                                     | 112 l im Heck                                                                            | 105 l im Heck                                                    | 96 l über Hinterachse                                            |
|                                                |                                                                                          |                                                                  |                                                                  |
| 1. 2. 3. 4. 5. 6. 7. 8.                        |                                                                                          |                                                                  |                                                                  |
|                                                |                                                                                          |                                                                  |                                                                  |

## Pkw mit dem M 100

### 1964: 600 (W 100)
Mit dem Erscheinen des Mercedes-Benz 600 und dessen Motorleistung von 250 PS (184 kW) standen die englischen Repräsentationslimousinen von Rolls-Royce in ihrer Motorleistung nur noch an zweiter Stelle („sufficient“ – ausreichend, hatte Rolls-Royce stets angegeben, es waren etwa 210 hp (157 kW) aus 6231 cm³, später 6750 cm³). Die Fahrleistungen des Mercedes-Benz 600 entsprachen trotz der hohen Fahrzeugmasse von 2475 bis 2710 kg (leer, fahrbereit ohne Fahrer) in etwa der des bisherigen 300 SL Roadster oder der des neueren Sportwagens von Mercedes, dem 230 SL.

### 1967: 300 SEL 6.3 (W 109)
Eine geringere Masse-Leistungs-Verhältnis hatte 1967 die Baureihe W 109, die (mit Sechszylindermotoren) knapp 1,6 Tonnen wog. Mit dem geringfügig modifizierten M 100, der mit allen Aggregaten allein ohne das obligatorische Automatikgetriebe bereits mehr als 384 kg wiegt, beträgt die Fahrzeugmasse 1780 kg. Die Konstruktion dieses Wagens geht auf eine Anregung des Mercedes-Fahrversuchsleiters Erich Waxenberger zurück.
Das Erscheinen löste einen kleinen Boom dieser nach damaligen Begriffen extrem schnellen und leistungsstarken Luxuslimousine aus. Die ausgelieferte Stückzahl war mit 6.526 Fahrzeugen vierstellig. Viele Prominente der 1960er-Jahre kauften den Wagen: Unter anderem Peter Alexander, Hildegard Knef und Udo Jürgens.
Auch die ersten Tuner nahmen sich des Autos an; mit einer Hubraumerweiterung auf 6,8 Liter und Leistungen zwischen 320 und 340 PS (235–250 kW) nahm das junge Unternehmen AMG mit großem Erfolg an Tourenwagenrennen teil; der mit 29 kW/l eher gedrosselt ausgelegte Motor war für Leistungserhöhungen sehr gut geeignet.

### 1975: 450 SEL 6.9 (W 116)
Mit mehr Hubraum und Leistung versehen baute Mercedes-Benz diesen Motor in den W 116 (S-Klasse ab 1972) ein. Das Spitzenmodell zu 69.930 DM (Grundpreis 1975) hatte nun einen Hubraum von über 6,8 Litern bei zusätzlichen 26 kW und damit wieder mehr Hubraum und Leistung als der 6,75-l-Rolls-Royce-Motor. Obwohl der Wagen nun 1935 kg wog (Leermasse fahrfertig ohne Fahrer; in Grundausstattung, die bereits Automatik, Klimaanlage und hydropneumatische Federung umfasste), war das Leistungsgewicht mit etwa 9,2 kg/kW (6,8 kg/PS) nochmals niedriger als beim Vorgänger.
Die Höchstgeschwindigkeit betrug nach Werksangaben 225 km/h. Die Schweizer Zeitschrift Automobil-Revue maß die Höchstgeschwindigkeit 1978 mit 238 km/h. Die britische Zeitschrift „Road & Track“ unternahm einen Fahrtest mit diesem Fahrzeug quer durch Westeuropa und veröffentlichte einen Bericht darüber unter dem Titel „Colossus of the Road“.

## Reputation
Bis zum Erscheinen der Mercedes-Benz-Zwölfzylinder-Modelle mit vergrößertem Hubraum (AMG- und Brabus-Modelle mit 7,3 Litern) waren die M-100-Motoren die hubraumgrößten im Nachkriegs-Deutschland gebauten PKW-Motoren. Nur die US-amerikanischen „Big Block“-Motoren von General Motors und Ford, wie auch die Motoren der russischen SIL-Repräsentationswagen hatten mehr Hubraum.

## Umbauten
Es existieren einige Umbauten anderer Mercedes-Modelle auf diesen Motortyp, der Leiter der Abteilung Fahrversuch, Erich Waxenberger, ließ den M-100-Motor versuchsweise in ein W 111 Coupé und einen W 113 Roadster einbauen.
Einige Sportwagenbesitzer bauten ihre Coupés der Reihe 107 darauf um. Diese Umbauten sind jedoch wegen des gegenüber der Limousine engeren Motorraums schwierig zu warten.